# ابوالفتح مطرزی
ابوالفتح مُطَرِّزی (۱۱۴۱م- ۱۲۱۳م) همچنین شناخته‌شده با نسبت‌های نحوی و خوارزمی، لغوی، ادیب، شاعر و نحوی خوارزمی بود. .

## زندگی
نسب کامل او «ابوالفتح ناصر بن عبدالسید بن علی مُطَرِّزی نحوی خوارزمی» ذکر شده. نسب مطرّزی از برای آنکه پیشه‌ور تطریزِ پوشاک بوده، گرفته‌است. (یا یکی از پیشینیان او) مطرزّی در خوارزم در ژانویه ۱۱۴۱م/ رجب ۵۳۸ق به دنیا آمد. همان‌جا نزد پدرش نخستین دانش‌ها را آموخت، همچنین حدیث خواند. در سال ۶۰۱ ق در راهِ حج، وارد بغداد نیز شد و برخی از آثار خود را نزد بزرگان بغدادی پیش کشید.
درگذشت مطرّزی در خوارزم در ۱۲۱۳م/ ۲۱ جمادی‌الاولی ۶۱۰ق بود.

## آثار
- ادب الندیم
- المصاید و المطارد
- الرسائل
- خصائص الطرب
- الطبیخ